# Jakob Jehle (Baumeister)

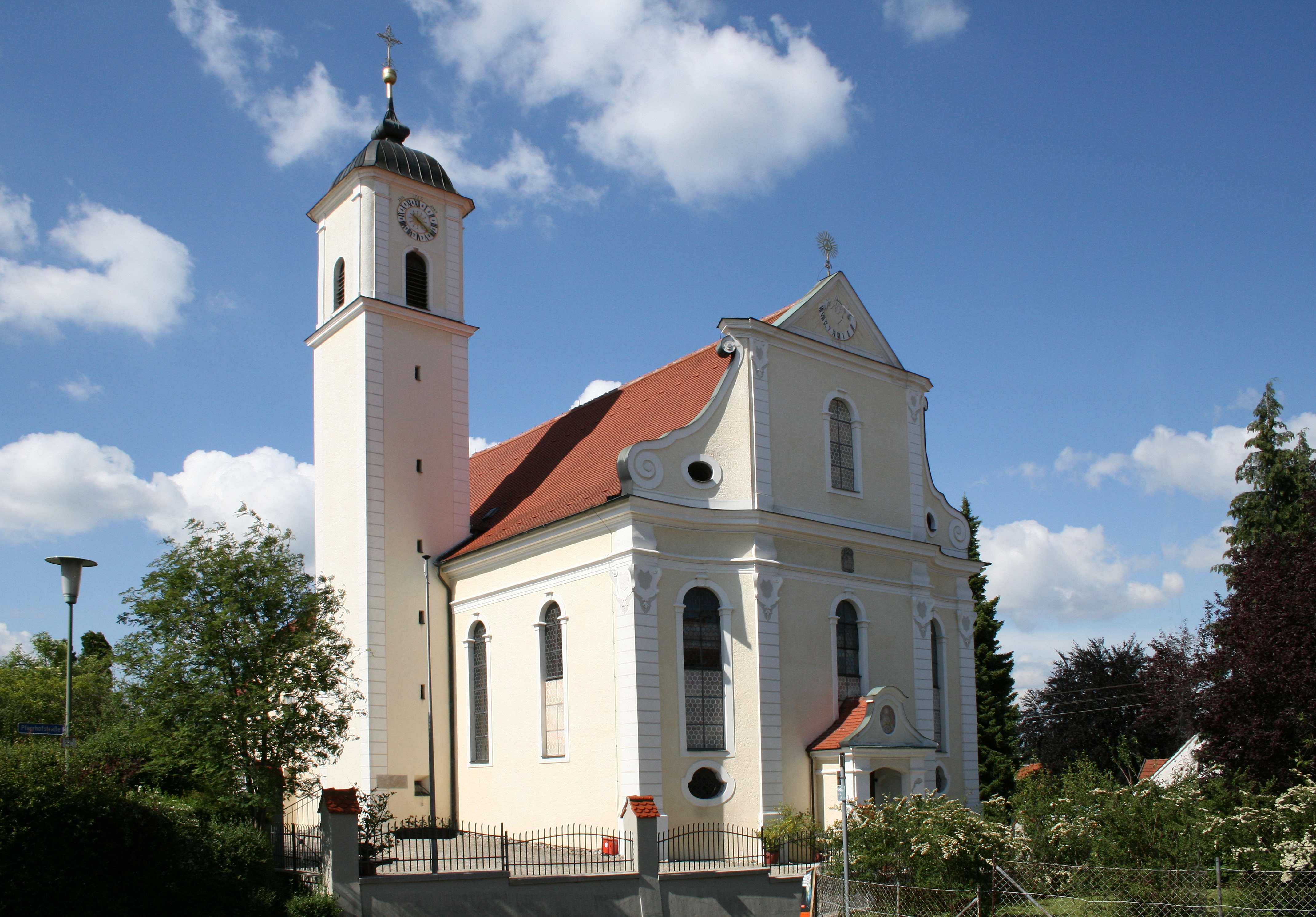
St. Ulrich in Amendingen – Kirche von Jakob Jehle

Jakob Jehle (* um 1715/1720 vermutlich in Obenhausen; † 1784, Sohn eines Söldners) war ein Baumeister und Stuckateur des Rokoko in Diensten der Kartause Buxheim.
Zu seinen Werken gehören die Pfarrkirche St. Ulrich in Amendingen, die er für die Kartause Buxheim baute. Seine Arbeit fand vermutlich Anerkennung in der Kartause, weshalb er für sie auch die Pfarrkirche St. Gordian und Epimachus in Pleß erbaute.
Als weitere Kirchenbauten oder Beteiligung an ihnen sind nachgewiesen: die Kapelle Mariahilf in Ay an der Iller, die Kapellen in Nordholz, Dietershofen, Donaustetten und Mickhausen, der Prälatenhof in Roggenburg sowie die Katholische Pfarrkirche St. Vitus in Tafertshofen.